# پائول ویگمن
پاوِل ویگمن (به روسی: Павел Борисович Вигман) پاوِل بُریسُویچ ویگمان، (به انگلیسی: Paul Wiegmann)؛ زاده ۸ نوامبر ۱۹۵۲) یک فیزیک‌دان در زمینه فیزیک نظری اهل روسیه است.